# Inga Ābele
Inga Ābele, född 5 oktober 1972 i Riga, är en lettisk författare, poet och dramatiker.

## Biografi
Ābele läste 1997-2001 dramaturgi vid Lettlands kulturakademi och 1999 debuterade hon med novellsamlingen Akas māja . Sedan debuten har hon varit aktiv inom ett flertal litterära genrer.
Ābeles verk har översatts till sju språk. Hennes två romaner Elden väcker ingen och Högvatten har getts ut på svenska av Ariel Förlag. Enskilda noveller har även getts ut av Bokförlaget Tranan.
2006 filmatiserades Ābeles teaterpjäs Tumsie briezi av regissören Viesturs Kairiss.

### Romaner
- 2001: Uguns nemodina
  - 2008: Elden väcker ingen, översatt av Austra Kreslina (Libris 11175719)
- 2008: Paisums
  - 2009: Högvatten, översatt av Juris Kronbergs (ISBN 9789197757805)

### Novellsamlingar
- 1999: Akas māja
- 2004: Sniega laika piezīmes
- 2006: Inbrīdings - Latviešu stāsti
- 2007: TELPA nr. 5 - Stāsti: prozas lasījumi klātienē un neklātienē
- 2009: Kamenes un skudras - Stāsti: prozas lasījumi klātienē un neklātienē
- 2011: Sīrups - Mēs. XX gadsimts

### Teaterpjäser
- 2001: Tumšie brieži, Nya Rigateatern
- 2002: Dzelszāle, Radioteatern
- 2003: Jasmīns, Ģertrūdes ielas teātra
- 2003: Dzelszāle, Lettlands nationalteater